# Piccola peste
Piccola peste (Problem Child) è un film del 1990 diretto da Dennis Dugan.

## Trama
Junior è un bambino di sette anni che è stato abbandonato quando era ancora in fasce. Man mano che cresce, il suo difetto si mostra quello di avere un carattere estremamente vivace, monello e pestifero. Per questo motivo è stato rimandato indietro da ben trenta famiglie che hanno provato ad adottarlo. Quando non è in famiglia, Junior si diletta a far impazzire le suore dell'istituto, le quali, disperate, non sanno più cosa fare con lui, e sono consapevoli che nessuna famiglia vorrà mai più prenderlo con sé.
Un giorno però, Ben Healy e sua moglie Flo scoprono di non poter avere figli e questo li conduce alla decisione di un'adozione. Ansiosi di far adottare Junior a qualcuno, né le suore né il direttore si curano di informare gli Healy circa l'indole del piccolino, inoltre gli Healy non sanno ancora cosa voglia dire essere dei genitori, così si preparano tempi durissimi. Junior si comporterà malissimo: insofferente all'autorità di Ben e Flo farà in modo, con i suoi dispetti, di farsi detestare da qualsiasi anima che viva in città.
La realtà è che lui cerca soltanto attenzione e comprensione, visto che per le altre famiglie era stato fin troppo facile restituirlo invece che impegnarsi a modellare il suo carattere. Junior sottopone Ben a umiliazioni continue, convinto che anche lui si arrenderà, ma con sua grande sorpresa scoprirà che Healy non ha alcuna intenzione di abbandonarlo; il bambino, dunque, per la prima volta inizia a sentirsi amato. Nel frattempo però, Junior si è dimenticato che mentre era in orfanotrofio, aveva scritto ad un criminale chiedendogli di incontrarlo, uno spietato e pericoloso serial killer della zona di nome Martin Beck.
Quest'ultimo, pensando che la lettera sia stata scritta da un adulto, evade dal carcere per poi incontrare il soggetto in questione, ma va su tutte le furie quando, arrivato in casa Healy, scopre di essere evaso per un moccioso di sette anni. Flo inizia a mal sopportare Junior, perché non rispecchia il figlio che lei si aspettava di avere, e si trova d'accordo con il padre di Ben, Big Ben, un uomo molto ricco che ama circondarsi di giovinette (candidato alla carica di sindaco) e che odia il ragazzino.
Una sera Beck giunge a casa dei coniugi Healy, seduce involontariamente Flo e scappa con lei e Junior, chiedendo a Ben centomila dollari come riscatto per lasciarli andare. Inizialmente Ben è felicissimo di essersene liberato, ma essendosi legato a Junior, decide di andarlo a riprendere, mentre Junior capisce che Marty si comporta molto male con lui. Così Ben paga il riscatto, Marty però sembra non stare al patto, Junior riesce a scappare dal criminale riunendosi al padre. Marty viene arrestato, ma mentre viene portato via dalla polizia, il malvivente strappa una pistola ad un poliziotto e spara un colpo di pistola a Ben, che si salva, perché il proiettile viene fermato da una spilla e da una prugna secca (che Ben aveva regalato a Junior). Alla fine Ben lascerà Flo (finita dentro un borsone e poi su un camion) e inizierà la sua vita da solo col figlio adottivo.

## Personaggi
- Junior Healy: orfanello abbandonato dalla madre quando era solo un neonato, è stato più e più volte rifiutato da ogni famiglia che lo aveva adottato a causa del suo carattere eccessivamente vivace, ribelle, scaltro, pestifero, sofisticato, vendicativo e senza paura, che lo porta a mettere in atto dispetti terribili a coloro che lo circondano, nonché tremende vendette verso coloro che lo offendono in qualsiasi maniera, e per questo motivo riportato all'orfanotrofio per ben 30 volte ed è temuto e detestato dalle suore che gestiscono l'istituto. In realtà sotto il suo carattere pestifero si cela un desiderio disperato di ricevere affetto, avere una vera famiglia ed essere amato, oltre che un'anima di buon cuore, leale, sensibile, spontanea, onesta e dolce. Nonostante la sua giovane età è dotato di notevole intelligenza, astuzia ed inventiva, che adopera per le sue bravate. Ha un odio particolare per i pagliacci in quanto lo annoiano. Junior è capace di vedere la natura delle persone, al punto da rappresentare tutti quelli che lo hanno maltrattato come i mostri che sono dentro di loro. L'unica eccezione è il padre adottivo Little Ben, che raffigura esattamente come è davvero, ovvero un essere umano, l'unico che lo ha trattato umanamente e capace di comprenderlo.
- Little Ben Healy: gentile e bonaccione, e per questo denigrato dalla moglie, da suo padre e dai suoi vicini di casa, adotta Junior affezionandosi a lui, e fa di tutto per comportarsi da buon padre, rimanendo però sconvolto dal temperamento vivace del figliastro, al punto da decidere di riportarlo all'orfanotrofio. Si rende conto solo in seguito che il bambino in realtà gli vuole molto bene, e rischierà la vita per salvarlo alla fine del film. È allenatore di una squadra di baseball Under 12.
- Florence Healy: moglie di Ben, è una donna frivola e superficiale, che vede Junior come un trofeo da esibire per farsi bella agli occhi dei vicini, piuttosto che come un figlio da accudire e amare. A differenza del marito, mal sopporta da subito il carattere di Junior, e non ci metterà molto a detestarlo. Non ha inoltre alcun rispetto per il marito, che considera un uomo debole e senza carattere.
- Big Ben Healy: padre di Ben, è un ricco imprenditore che vuole candidarsi come sindaco della città. Cinico, avido e disonesto, ha ancora meno rispetto e considerazione di Flo per Little Ben, che disprezza perché, a differenza del padre, si è sempre rifiutato di ricorrere a mezzi disonesti per raggiungere il successo. Odia Junior da subito e non manca di consigliare a Ben di sbarazzarsene. Perde le elezioni quando, grazie al figlio, si rivela ai cittadini di Cold River per la persona approfittatrice e disonesta che è in realtà, tanto da ammettere di "voler vendere perfino l'anima a prezzi stracciati al Giappone".
- Dottor Igor Peabody: direttore e psicologo comportamentale dell'orfanotrofio St. Brutus. Imbroglione e bugiardo, su richiesta delle esasperate suore, fa sempre di tutto per liberarsi di Junior, convincendo con menzogne e scuse numerose coppie in cerca di un figlio da adottare a prenderlo con loro per poi vederselo sistematicamente riportare indietro dagli esasperati genitori adottivi. In un'occasione fa notare alle suore dell'orfanotrofio che Junior vuole solo essere amato, e che loro non hanno voluto darsi da fare per capire la sua vera indole.
- Martin Beck: noto anche come "l'assassino con il papillon", per via del farfallino che indossa, l'antagonista principale del film. Martin è un pericoloso serial killer, che all'inizio del film viene arrestato dopo essere evaso. Aggressivo, folle e completamente senza scrupoli, suscita l'ammirazione sconfinata di Junior, dopo aver detto davanti alle telecamere di non essere un uomo crudele, ma solo un incompreso. Junior intrattiene una corrispondenza letteraria con lui e comincia a indossare il papillon per assomigliargli. Convinto di stare comunicando con un pericoloso criminale, evade nuovamente per stringere alleanza con lui, rimanendo deluso e furioso nello scoprire che il "criminale" non è altro che un bambino di sette anni. Rapisce sia Junior che Flo, per farsi pagare un riscatto da Ben. Come Junior, odia particolarmente i pagliacci.
- Roy: antipatico e spaccone vicino di casa degli Healy, padre di sei bambini, si finge amico di Ben, non perdendo mai occasione di lanciargli frecciatine o umiliarlo. Come Ben, è anche lui allenatore di una squadra giovanile di baseball, che batte spesso quella allenata da Ben e che, per aver insultato Junior e Ben, viene "massacrata" dallo stesso Junior a colpi di mazza da baseball.
- Lucy: bimba coetanea di Junior, molto prepotente e viziata, discrimina Junior per il suo essere stato adottato, e lo invita molto malvolentieri alla sua festa di compleanno su insistenza della madre. Durante la festa prende in giro Junior e lo esclude dallo spettacolo di magia organizzato dai genitori, e Junior si vendica rovinandole la festa con una serie di pesanti dispetti.
- Madre superiora: arcigna e autoritaria suora dell'orfanotrofio St. Brutus, odia particolarmente Junior, e non manca di infliggergli punizioni per le sue bravate. Dopo uno scherzo che le è addirittura costato un infortunio, fa pressione assieme alle altre sorelle sul dottor Peabody affinché gli trovi una famiglia e lo mandi via una volta per tutte dall'istituto. Nonostante Peabody rinfacci a lei e alle altre suore che Junior vuole solo essere amato e che loro non hanno fatto nulla per volergli bene, la donna rifiuta di ascoltare ritenendo che siano solo idiozie dimostrando di essere totalmente insensibile e incapace di provare un minimo di affetto e comprensione verso Junior.

## Produzione
Le riprese del film si svolsero dal 2 ottobre 1989 al 24 novembre 1989, più due settimane di riprese extra avvenute nel marzo 1990, a causa del montaggio non ben accolto dalla produzione. Le scene rigirate erano inerenti soprattutto alla festa di Lucy, dove l'attrice Colby Kline ha rivelato che venne tagliata una scena dove la bambina veniva messa nella scatola magica, e Junior scambiava la sega finta con una vera, e alla fine Lucy usciva fuori senza il costume.
Dan Aykroyd, Chevy Chase, Richard Dreyfuss, Steve Martin, Rick Moranis e Kurt Russell vennero presi in considerazione per il ruolo di Little Ben prima di affidarlo a John Ritter. Il ruolo di Martin Beck venne inizialmente offerto a Christopher Lloyd, declinandolo in favore delle riprese di Ritorno al futuro - Parte III, uscito due mesi dopo l'uscita del film, e quindi sostituito da Michael Richards. Macaulay Culkin, all'epoca ancora semi-sconosciuto, fece il provino per la parte di Junior andato poi a Michael Oliver.
Il regista Dennis Dugan compare in un cameo nel ruolo di un padre di famiglia.
Fra i principali luoghi delle riprese:
- la casa degli Healy al 4714 Swiss Avenue di Dallas;
- l'orfanotrofio sito al Victory Arts Center di Fort Worth;
- la stazione di rifornimento fra North Galloway Avenue e West Grubb Drive di Mesquite.

Altre cittadine sfruttate per la pellicola furono Irving e Farmers Branch.

## Curiosità
Due sequenze di Piccola peste compaiono in una famosa scena del film Cape Fear - Il promontorio della paura, venendo proiettate in un cinema frequentato dall'ex detenuto Max Cady (Robert De Niro), dall'avvocato Sam Bowden (Nick Nolte) e dalla famiglia di quest'ultimo. Cady, nel tentativo di turbare Bowden e la sua famiglia, sghignazza rumorosamente e in modo sgradevole durante il film.

## Sequel
Il film ha avuto due sequel: Piccola peste torna a far danni (1991) e Piccola peste s'innamora (1995). Michael Oliver, John Ritter e Amy Yasbeck hanno partecipato solo al secondo capitolo, anche se quest'ultima ha un ruolo diverso dal primo film. Jack Warden e Gilbert Gottfried invece sono comparsi in entrambi i sequel. Inoltre, nel 1993, è stata realizzata anche una serie animata: Junior combinaguai, dove Gilbert Gottfried è l'unico attore tornato a doppiare il suo personaggio.